# 長町病院
長町病院（ながまちびょういん）は、公益財団法人宮城厚生協会が宮城県仙台市太白区に設置する病院。

## 概要
2011年3月の東日本大震災で大きな建物被害を受け、附属クリニックの閉鎖などに追いやられたが、2014年3月に新病院を再建し現行体制に至る。一般病棟45床(うち地域包括ケア病床12床)、回復期リハビリテーション病棟90床を備える。全日本民主医療機関連合会（民医連）に加盟している。

## 診療科
- 内科[3]
- リハビリテーション科[3]
- 糖尿病代謝内科[3]

## 医療機関の認定
(この節の出典)
- 保険医療機関
- 労災保険指定医療機関
- 指定小児慢性特定疾病医療機関
- 難病の患者に対する医療等に関する法律(平成26年法律第50号)に基づく指定医療機関
- 指定自立支援医療機関（更生医療）
- 原子爆弾被害者医療指定医療機関
- 身体障害者福祉法指定医の配置されている医療機関
- 臨床研修病院
- 生活保護法指定医療機関(中国残留邦人等の円滑な帰国の促進並びに永住帰国した中国残留邦人等及び特定配偶者の自立の支援に関する法律(平成6年法律第30号)に基づく指定医療機関を含む。)
- 在宅療養支援病院
- 結核指定医療機関
- 無料低額診療事業実施医療機関
- 第二種感染症指定医療機関[4]
- 公益財団法人日本医療機能評価機構認定病院[5]
- このほか、各種法令による指定・認定病院であるとともに、各学会の認定施設でもある。

## 特徴
- 病院の理念により、差額ベッド料（個室料）を徴収していない[6]。

## 交通アクセス
- JR東北本線「長町駅」から徒歩5分[7]
- 仙台市地下鉄南北線「長町駅」北2番出口から徒歩2分[7]

## 関連施設
- 公益財団法人宮城厚生協会 - 当院運営法人。
- 泉病院- 公益財団法人宮城厚生協会が設置。(仙台市泉区)
- 坂総合病院 - 公益財団法人宮城厚生協会が設置。(塩竈市)
- 古川民主病院 - 公益財団法人宮城厚生協会が設置。(大崎市)